# ميثوني (قمر)
| تعليق                        |                       |
| اكتشافه                      |                       |
| اكتشفه                       | صور كاسيني            |
| في سنة                       | 2004                  |
| خصائص المدار                 |                       |
| نصف المحور الرئيسي           | 194,440 ± 20 كم       |
| الشذوذ المداري               | 0.0001                |
| فترة المدارِ الفلكية          | 1.009573975 يوم       |
| الميل المداري إلى مسار الشمس | 0.007 ± 0.003°        |
| قمر لكوكب                    | زحل                   |
| الخصائص الطبيعية             |                       |
| نصف القطر                    | ≈ 3 كيلومتر           |
| كتلة                         | ≈ 1,5 × 1013 كيلوغرام |
| كثافة                        | ؟                     |
| جاذبية سطحية على خط الاستواء | 0 تقريبا              |
| البياض                       | ؟ فرضا                |

ميثوني أو زحل الثاني والثلاثون. هو قمر صغير جدا تابع لكوكب زحل يتوضع بين مداري ميماس وإنقليدس.

## الاكتشاف والتسمية
شوهد للمرة الأولى في 1 يونيو 2004 من قبل فريق التصوير باستخدام مسبار كاسيني-هويجنز. التعيين المؤقت له S/2004 S 1. قام المسبار كاسيني بزيارتين للقمر، آخرها وأقربها منه كانت في 20 مايو 2012، حيث اقترب منه بمسافة لا تقل عن 1900 كيلومتر.
وقد وافقت مجموعة عمل تسمية النظام الكوكبي التابعة للاتحاد الفلكي الدولي في 21 يناير، 2005 على اسمه.

## الخصائص
يظهر ميتون متأثرا بشكل كبير بطول الرنين المداري لميماس القمر الأكبر. هذا يتسبب في ظاهرة التقبيل المداري للعناصر ليتشكل اختلاف نحو 20 كيلومترا في المحور شبه الرئيسي، و 5 ° في الطول على جدول زمني لنحو 450 يوما. الشذوذ المداري يختلف أيضا على آجال زمنية مختلفة بين 0.0011 و 0.0037، والانحراف المداري نحو 0.003 و 0.020 ° °.